# AC Aceca
AC Aceca – samochód osobowy o zamkniętym nadwoziu typu coupé produkowany przez brytyjską firmę AC Cars w latach 1954−1963. Pod względem konstrukcyjnym samochód opierał się na modelu Ace, główną różnicą był zastosowany silnik. Wyprodukowano 151 egzemplarzy wersji Aceca, 169 Aceca-Bristol oraz wyposażonych w silnik Forda.